# Richard Baker
Richard Baker (Sissinghurst, 1568 – Fleet Prison, 18 febbraio 1645) è stato uno scrittore inglese.
Fu l'autore del Chronicle of the Kings of England e altre opere.

## Famiglia
Richard Baker, nacque intorno al 1568 a Sissinghurst nel Kent. Era il figlio maggiore di John Baker e Katherine Scott, figlia di Sir Reginald Scott di Scot's Hall vicino ad Ashford, e Emeline Kempe, figlia di Sir William Kempe di Olantigh. Il padre di Richard Baker, John Baker, era il figlio secondogenito di Sir John Baker, il primo Cancelliere dello Scacchiere.
Richard Baker aveva un fratello minore di nome Thomas che è senza dubbio l'antenato di William Baker di Lismacue House nella contea di Tipperary, in Irlanda.

## Opere
L'opera principale di Baker è la Chronicle of the Kings of England from the Time of the Romans' Government unto the Death of King James (Cronaca dei re d'Inghilterra dal tempo del governo dei Romani fino alla morte di Re Giacomo, 1643 più volte ripubblicata). L'opera fu tradotta in olandese nel 1649 e fu continuata fino al 1658 da Edward Phillips, nipote di John Milton e sostenitore del partito realista. Per molti anni la Chronicle fu estremamente popolare, ma a causa delle numerose inesattezze che contiene il suo valore storico è oggi molto discusso.
Altri scritti:
- Cato Variegatus or Catoes Morall Distichs, Translated and Paraphrased by Sir Richard Baker, Knight (London, 1636);
- Meditations on the Lord's Prayer (1637);
- Translation of New Epistles by Moonsieur D'Balzac (1638)
- Apologie for Laymen's Writing in Divinity, with a Short Meditation upon the Fall of Lucifer (1641)
- Motives for Prayer upon the seaven dayes of ye weeke (1642)
- Una traduzione dei Discorsi su Cornelio Tacito di Virgilio Malvezzi (1642)
- Theatrum Redivivum, or The Theatre Vindicated, a reply to the Histrio-Mastix of William Prynne (1642).

Baker scrisse anche delle Meditazioni su vari Salmi di Davide (Meditations upon several of the psalms of David), che furono raccolte e pubblicate da Alexander Balloch Grosart (Londra, 1882).